# Jacksonville (Oregón)
Jacksonville es una ciudad del condado de Jackson, Oregón, Estados Unidos, situada a unos pocos kilómetros de Medford, la capital del condado.

## Historia
Jacksonville fue fundada tras la llamada fiebre del oro entre 1851 y 1852. El primer linchamiento del sur de Oregón se llevó a cabo en la primavera de 1852 en Jacksonville. Con la creación del condado de Jackson, la ciudad se convirtió en la sede del condado, cargo que fue transferido en 1927 a la vecina ciudad de Medford.
Jacksonville tuvo el primer Chinatown del estado de Oregón, fundado en su mayor parte por inmigrantes de San Francisco (California). La prueba de este capítulo de la historia fue descubierta a principios de marzo de 2004 cuando unas obras en la carretera dejaron al descubierto artefactos que datan de la década de 1850 y 1860. La construcción se detuvo durante cuatro días para que los arqueólogos llevasen a cabo una excavación, con el fin de recuperar estas valiosas piezas entre las que destacan: tazas de té, botellas hechas a mano, monedas chinas y restos de parafernalia de opio.

## Geografía
De acuerdo con la Oficina del Censo de los Estados Unidos, la ciudad tiene una extensión de aproximadamente 4,7 km².

## Demografía
Según el censo hecho en 2000, la ciudad tiene una población estimada de 2235 habitantes. La composición racial es:
- 96,11% blancos.
- 0,72% nativos americanos.
- 0,36% asiáticos.
- 0,31% americanos negros.
- 0,40% otras razas
- 2,10% dos o más razas.